# Reinier Otto van Manen

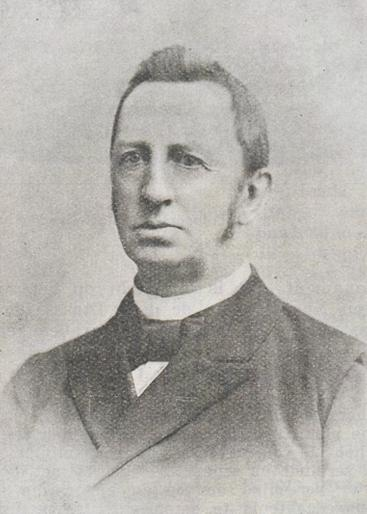
Reinier Otto van Manen

Reinier Otto van Manen (Elburg, 2 juli 1843 - Apeldoorn, 22 juli 1923) was een Nederlands waterbouwkundige.  Hij was de zoon van Reinier Otto Hendrik van Manen, burgemeester van Elburg en Wilkina Henderica Reina du Mesnil de L'estrille. Hij is op 12 juli 1872 gehuwd te  Nijmegen met  Maria Albertina Johanna van Tricht.. Zij hadden aantal kinderen, waaronder de tibetoloog Johan.

## Opleiding en eerste werkkring
Na een vooropleiding aan het gymnasium ging hij naar de Koninklijke Academie te Delft. Na zijn afstuderen in 1863 kwam hij in dienst bij rijkswaterstaat als surnumerair. Zijn carrière ging daarna als volgt:
Op 1 januari 1865 werd hij adspirant-ingenieur,  op 1 januari 1869 ingenieur 2de klasse, op 1 maart 1882 ingenieur 1ste klasse, 1 juli 1889 hoofdingenieur 2de klasse, 1 november 1894 hoofdingenieur 1ste klasse en 1 oktober 1900 inspecteur. Met ingang van 1 juli 1903 werd laatstgenoemde titel gewijzigd in die van inspecteur-generaal. Op 1 november 1906 werd Van Manen tot hoofdinspecteur-generaal benoemd, waarna hij op 1 augustus 1908 met pensioen ging.
Hij begon zijn loopbaan met het maken van een ontwerp voor de scheiding van Maas en Waal, wat gerealiseerd werd door heropening van het Oude Maasje. Dit kwam gereed in 1865.
In 1869 kreeg hij standplaats Nijmegen. In die periode heeft Van Manen de watersnood van 1876  mee gemaakt, en zich zeer verdienstelijk gemaakt door het nemen, hierdoor werd  op twee plaatsen een dijkbreuk voorkomen. Hem werd daarvoor de zilveren watersnoodmedaille verleend.

## De Algemene Dienst
In juli 1877werd hij overgeplaatst naar Den Haag waarbij in februari 1878 hoofd van de Algemene Dienst werd. Dit bleef hij tot januari 1882. In die tijd gaf hij leiding aan de organisatie van de triangulatie t.b.v. een kaart van de rivieren en wateren tussen 's-Hertogenbosch en de mond van de Amer, welke nodig was op schaal van 1:5000 voor de toen op handen zijnde scheiding van Maas en Waal. Hij heeft hierover in juni 1881 een lezing gehouden bij het KIvI. De kern van dit verhaal was dat de topografische kaart (1:50000) voor dit doel niet precies genoeg was.
In een belangrijke d.d. 9 Juni 1881 gehouden voordracht in een vergadering van het Koninklijk Instituut van Ingenieurs (Zie Notulen 1880—81) .
Ook  is het aan Van Manen te danken dat er een betere wijze van publiceren van de waterhoogten in de Nederlandsche rivieren en te Keulen is ingevoerd. Door het invoeren van een tabellarisch overzicht kunnen belanghebbenden hierdoor met een oogopslag van de toestand der rivieren kennisnemen; verder zijn de mededelingen van het KNMI daaraan toegevoegd als waardevolle aanvulling. De eersteklas verscheen dit op 21 januari 1881. In dinummer is ook  opgenomen een door Van Manen samengestelde toelichtende nota over het stijgen en dalen van de waterstand op de bovenrivieren en over de getijbeweging op cle benedenrivieren en in zee, alsmede andere bijzonderheden.
Ook voerde hij in 1881 een meer duidelijke wijze van publicatie van de gegevens van de registrerende peilschalen in, waardoor het mogelijk is om de voortschrijding van de vloedgolven langs de Nederlandse kust gemakkelijk te overzien.

## IJmuiden

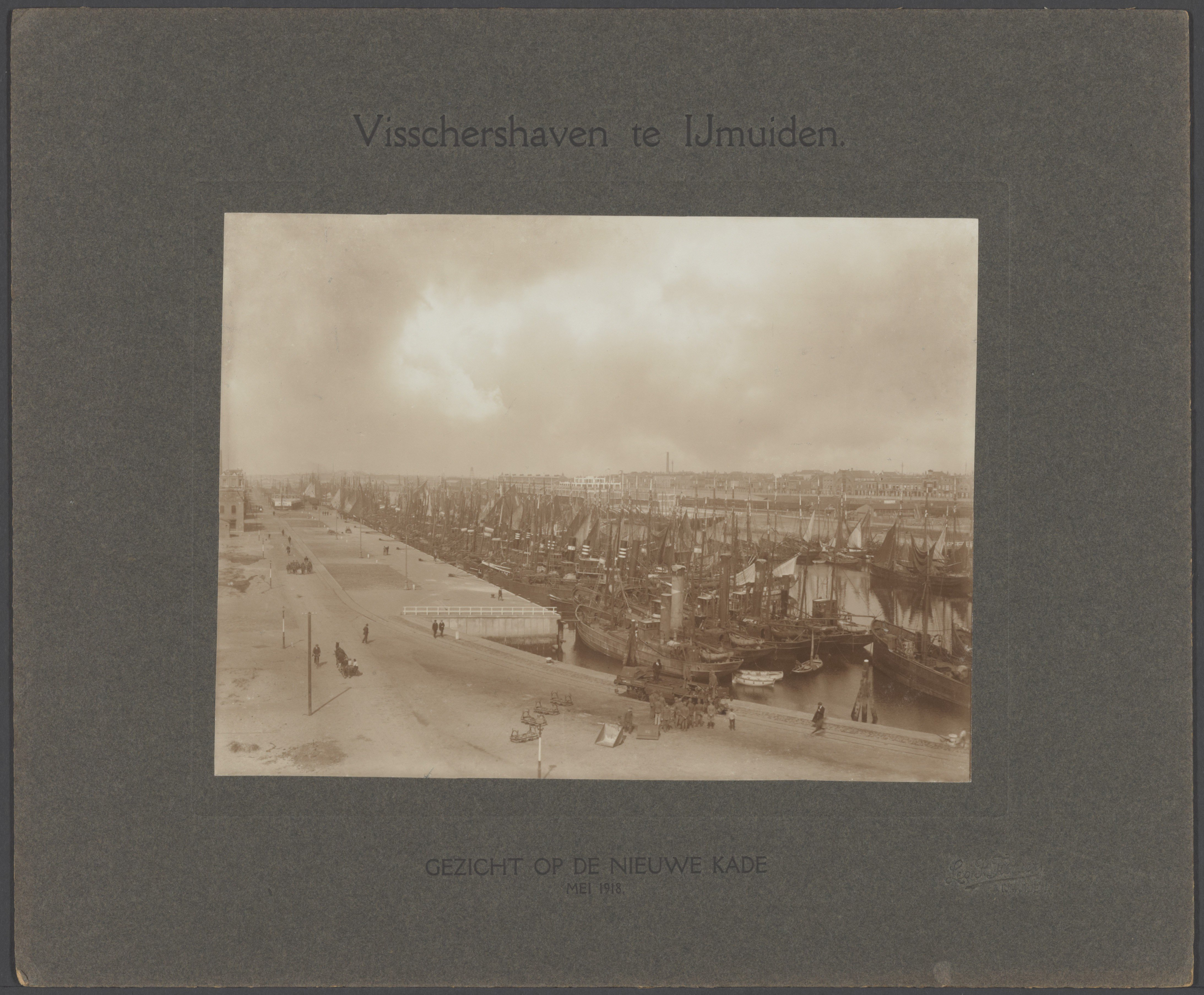
Gezicht op de nieuwe kade van de vissershaven

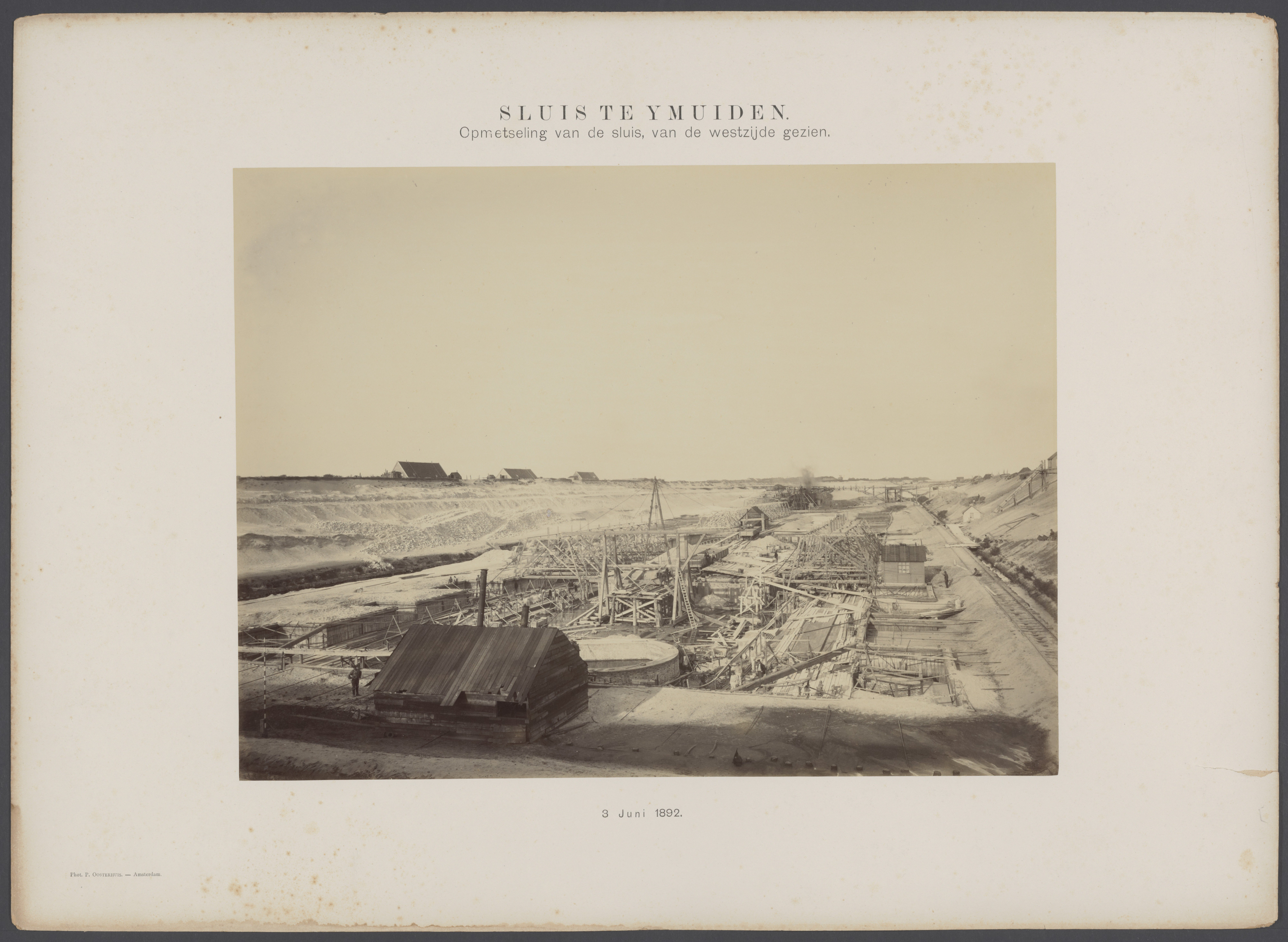
Opmetseling van de sluis, van de westzijde gezien

Na een paar jaar in Zutphen en Zeeland gewerkt te hebben ging hij in mei 1888 naar Haarlem, om daar het hoofdingenieurschap op te pakken. HetNoordzeekanaal, opgeleverd in 1876, bleek in 1888 al te klein. Er moest een grotere sluis komen en het kanaal moest verbreedt en verdiept worden. Ook was een nieuwe vissershaven nodig. Deze beide werken waren in 1896 voltooid, wat grotendeels te danken is aan de inspanningen van Van Manen. Er waren in die dagen op kantoor in Haarlem werkdagen tot 10 uur ‘s-avonds.
In die jaren kwam ook het stoomgemaal in Schellingwoude gereed. De werken bij IJmuiden en Schellingwoude stonde onder de dagelijkse leiding van ir. Kemper. Hij werd belast met de dienst van het Noordzeekanaal, voor zover betreft de werken te IJmuiden en te Schellingwoude. Deze werken betroffen de voltooiing van de nieuwe schutsluis, het maken van de proefinstallatie van de elektrische beweging en de eerste werken van de vissershaven te IJmuiden. Te Schellingwoude was hij belast met de bouw van het schepradstoomgemaal, waarvan het ontwerp door ir. Bekaar was gemaakt. Dit gemaal is in 1990 gesloopt. De vervanging van de voetbrug over het kanaal bij Velsen door een stoompont kwam pas in 1901 toen Van Manen al weg was .Deze pont werd ook gebruikt door de stoomtram. Niettemin heeft hij een belangrijk aandeel gehad in het vinden van de goede weg bij het oplossen van de moeilijkheden, onder andere bij ijsgang.

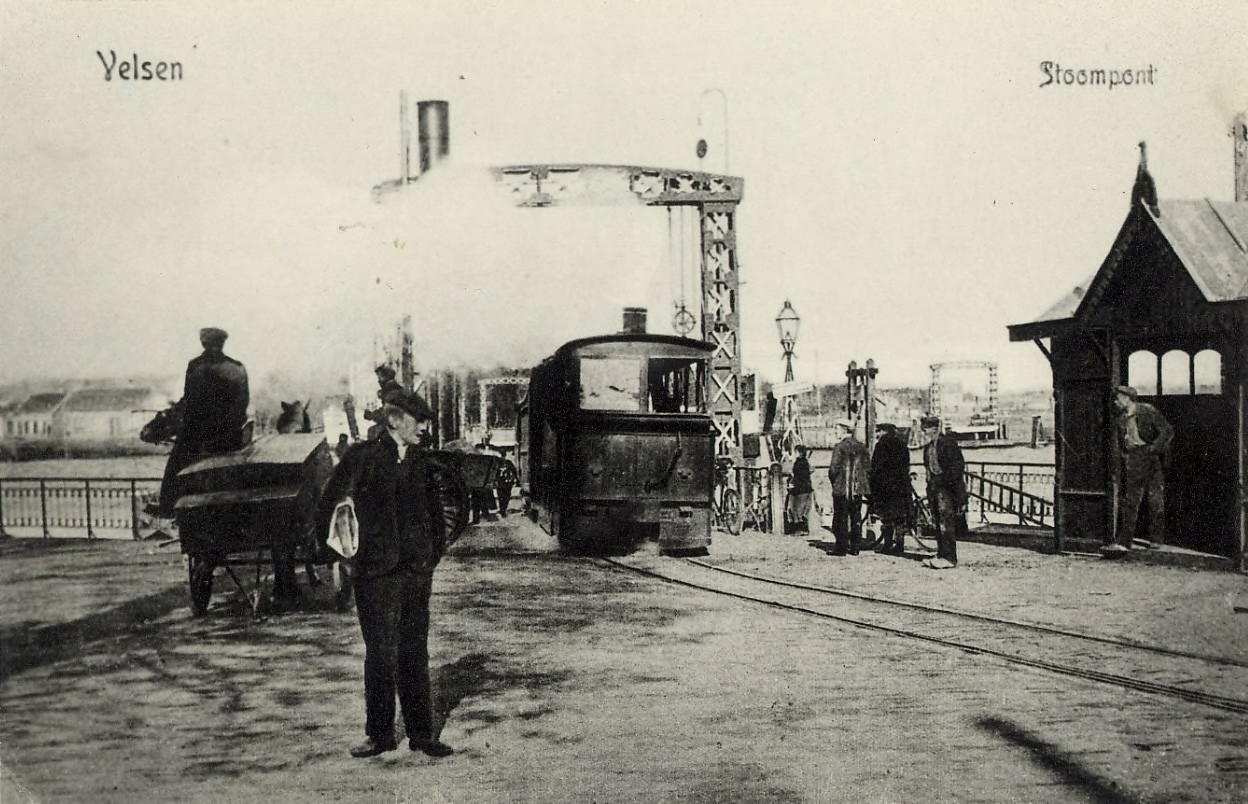
De stoomtram verlaat de pont. In Velsen

## Zuiderzee
In 1904 bracht Van Manen als inspecteur-generaal van de rijkswaterstaat met zijn ambtgenoot C. F. M. H. Schnebbelie een gemeenschappelijk advies aan de regering uit over het plan van de Zuiderzeevereeniging tot afsluitingen gedeeltelijke drooglegging van de Zuiderzee, waarin de uitvoering van dit werk werd ontraden. In dat advies werd in het bijzonder de nadruk gelegd op het grote risico verbonden aan het maken van de afsluitdijk, en op grond daarvan werden de kosten van dit werk, welke door de Zuiderzeevereeniging toenmaals op 57 miljoen gulden waren gesteld, door Van Manen en Schnebbelie op 72 miljoen gulden begroot. Hoewel bij die hoogere raming werd uitgegaan van een kostbare werkwijze — o. a. werd gerekend op een rijshouten dam (opzinken) over de gehele lengte van den dijk tot boven stormsvloedhoogte — welke wel nimmer zou worden toegepast, meenden de adviseurs blijkbaar, door de kosten van zo’n dam in de raming op te nemen, de grootte van het bedoelde risico in  geld te kunnen uitdrukken.
Ook voor de kosten van de inpolderingen werd meer nodig geacht dan de raming van de Zuiderzeevereeniging aangaf, namelijk 16 miljoen gulden, zodat het gehele werk volgens Van Manen en Schnebbelie 220 miljoen gulden zou kosten, dat is 31 miljoen meer dan de Zuiderzeevereeniging rekende. Daardoor waren de inspecteurs-generaal geen voorstanders van een plan, dat een zo kostbaar werk als dat van de afsluitdijk tot basis heeft, en daardoor toekomstige generaties zou opzadelen met een grote financiële last voor iets, dat niet zulke grote voordelen aanbiedt, waardoor de uitgave daarvoor gewettigd zijn.

## Ambtenaar
Hoewel Van Manen van tijd tot tijd bijzondere opdrachten voor ingenieurswerk heeft gehad en herhaaldelijk het lidmaatschap bekleedde van verschillende examen- en andere commissies, was hij geen man, die zich bewoog buiten het gebied van de ambtelijke dienst. Zijn zorgen waren slechts verdeeld over de belangen van rijkswaterstaat en die van zijn gezin.
Voor eigen persoonlijk genoegen eiste hij van het leven niet veel; zijn grote algemene zin voor wiskunde bleek ook uit zijn bekwaamheid als schaker en biljartspeler.
Behalve de zilveren watersnoodmedaille bezat Van Manen het ridderkruis 3de klasse van de Leeuw en de Zon van Perzië en dat van de Pruisische Kroonorde 3de klasse. In 1896 werd hij tot ridder in de orde van de Nederlandse Leeuw benoemd.

## Publicaties van Van Manen
- van Manen  (1912). De kanalisatie van de gemeenschappelijk Maas. De Ingenieur  1912